# Dimya argentea
Dimya argentea är en musselart som beskrevs av Dall 1886. Dimya argentea ingår i släktet Dimya och familjen Dimyidae. Inga underarter finns listade i Catalogue of Life.